# Rudolf Lorenzen
Rudolf Lorenzen (Luebeck, 5 februari 1922 – Berlijn 27 november 2013) was een Duitse schrijver en anti-fascist.

## Biografie
Als kind was hij lid van de Hitlerjugend en streed ook mee aan het Oostfront.
Na de oorlog was hij actief in de reclamewereld om in 1955 schrijver te worden. Hij schreef bepaalde caternen in kranten en daarnaast ook enkele romans.
Lorenzen overleed in 2013 op 91-jarige leeftijd.